# Microcodon hispidulus
Microcodon hispidulus är en klockväxtart som först beskrevs av Carl von Linné d.y., och fick sitt nu gällande namn av Otto Wilhelm Sonder. Microcodon hispidulus ingår i släktet Microcodon och familjen klockväxter. Inga underarter finns listade i Catalogue of Life.